# Bozio
Bozio (en corse Boziu [ˈboːʣju]) est une ancienne piève de Corse. Située dans le centre-est de l'île, elle relevait de la province de Corte sur le plan civil et du diocèse d'Aléria sur le plan religieux.
Sise dans le Cortenais en rive gauche de la moyenne vallée du Tavignano, la piève de Bozio fut un foyer insurrectionnel récurrent dans l'Histoire de la Corse sous la domination génoise, notamment au XIVe siècle sous l'égide de Sambucuccio d'Alando.

## Géographie

### Situation
Au XVIe siècle, la piève de Bozio confinait à celles de Talcini, de Venaco, de Rogna, de la Serra, d'Orezza et de Vallerustie.

« Elle contient quatre cents feux répartis en onze villages ; le plus connu aujourd'hui est celui de la Rebbia, où habitent les principaux personnages de la piève. Les habitants de cette piève sont très bons agriculteurs ; le pays produit des céréales, du vin et des châtaignes ; il produit aussi de l'huile, mais en petite quantité. »

— Mgr Agostino Giustiniani in Description de la Corse, traduction de Lucien Auguste Letteron in Histoire de la Corse Tome I, p. 37

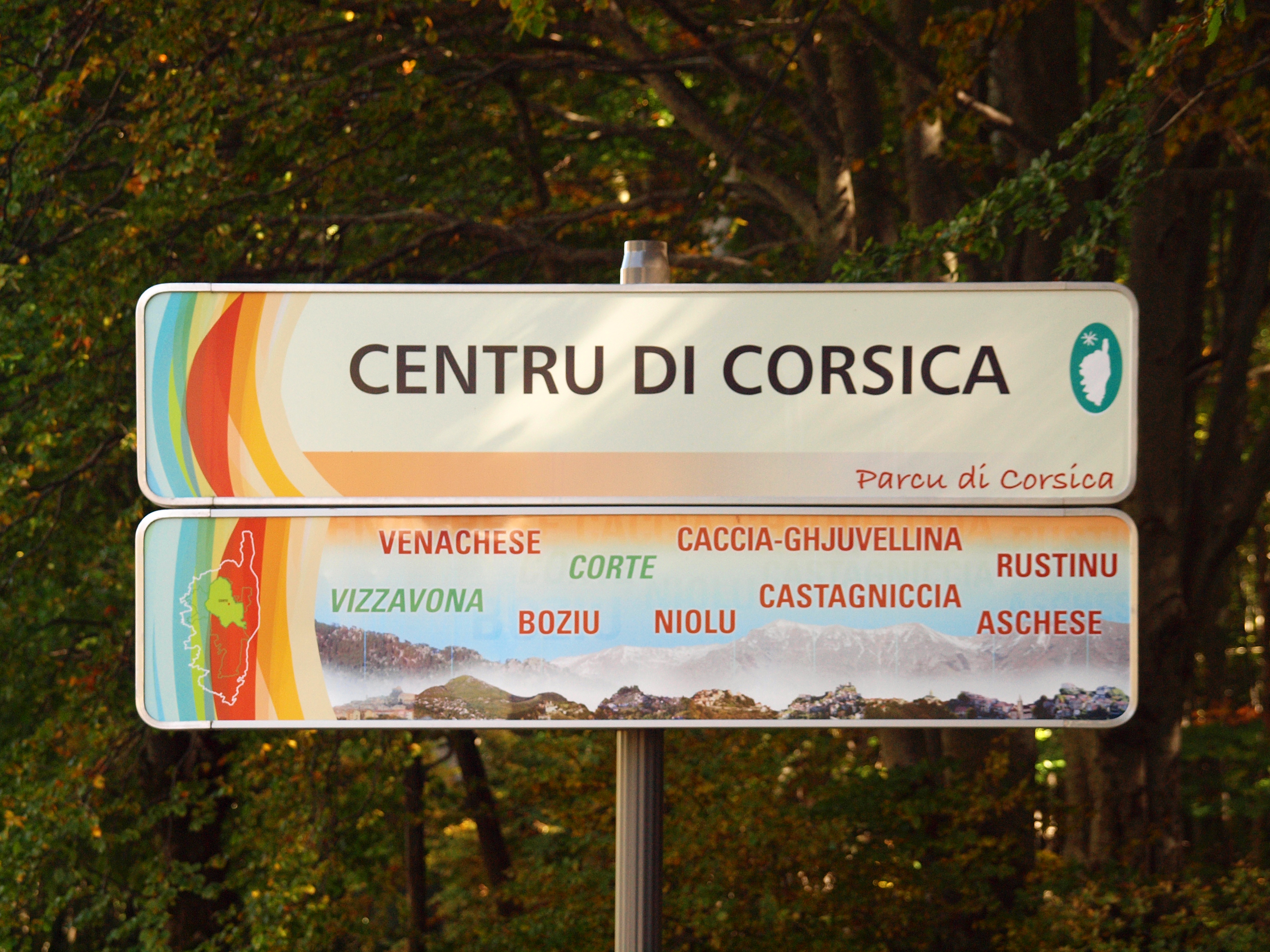
Panneau Centre Corse du PNRC.

De nos jours, le Bozio pour partie, compose avec la Caccia, le Niolo, la Giovellina, le Cortenais et le Venacais, l'un des onze secteurs opérationnels du parc naturel régional de Corse : le territoire du Centre Corse (Centru di Corsica).
Bozio a pour pièves limitrophes :

### Composition
La piève de Bozio comprenait les dix communautés suivantes :
- Castellare ;
- Sermano ;
- Bustanico ;
- Alando ;
- Favalello ;
- Alzi ;
- Mazzola ;
- Piedicorte ;
- Rebbia ;
- Arbitro.

Les communautés de Castellare et Piedicorte virent leur nom modifié en 1829 pour devenir respectivement Castellare-di-Mercurio et Piedicorte-di-Bozio. En 1857, Piedicorte-di-Bozio, Rebbia et Arbitro fusionnèrent pour former la commune de Sant'Andréa-di-Bozio.

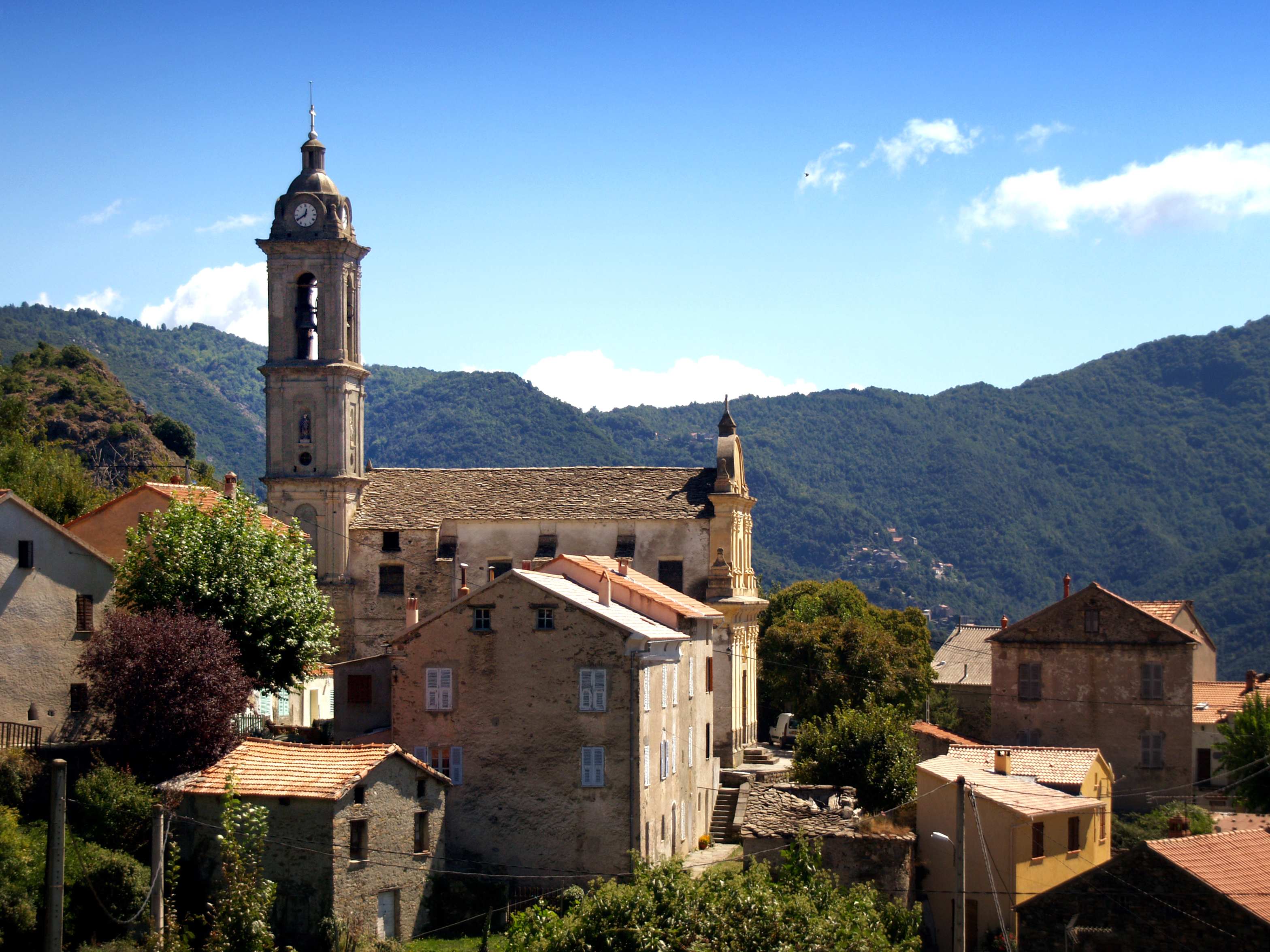
Sermano.
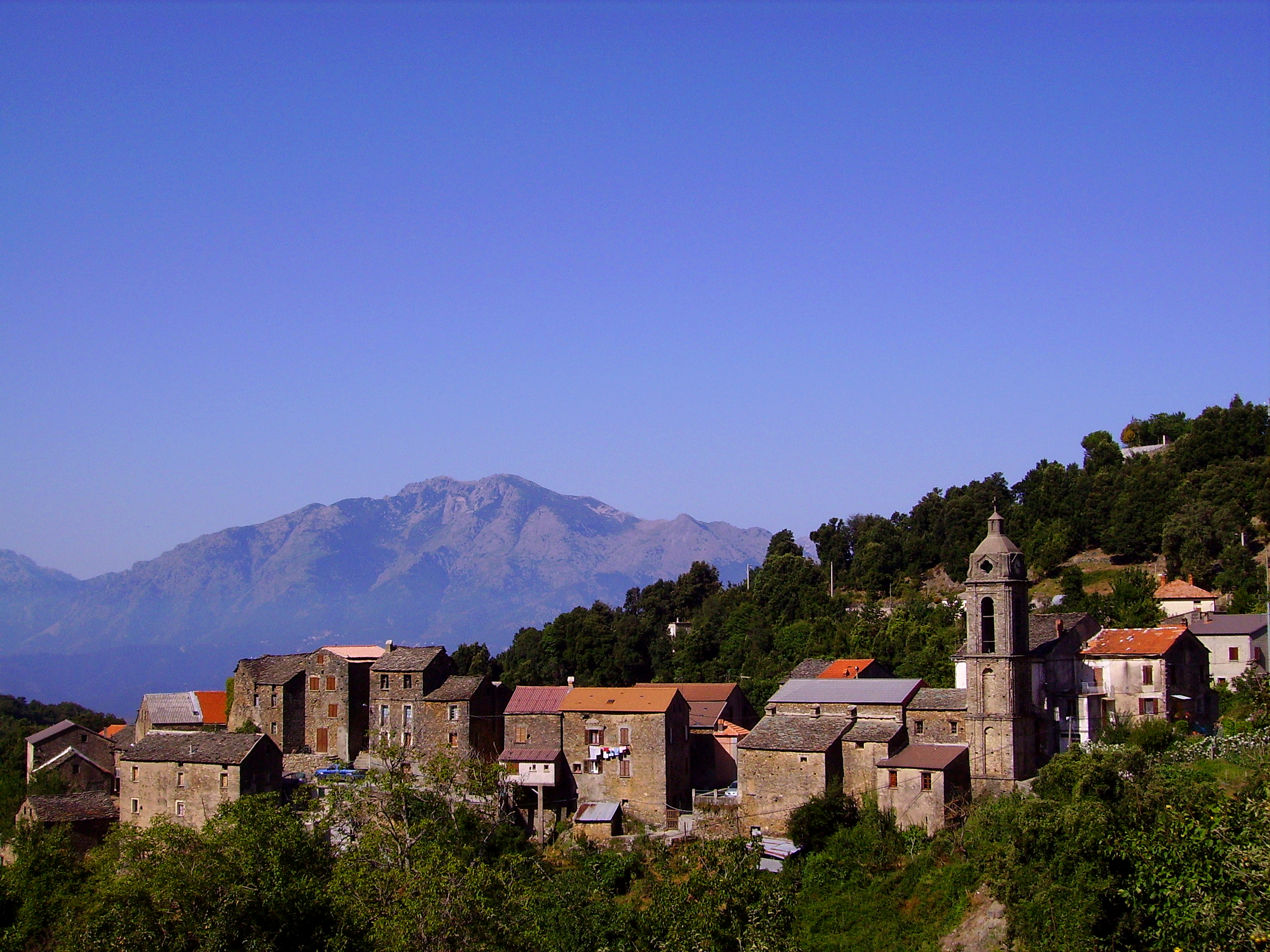
Bustanico.
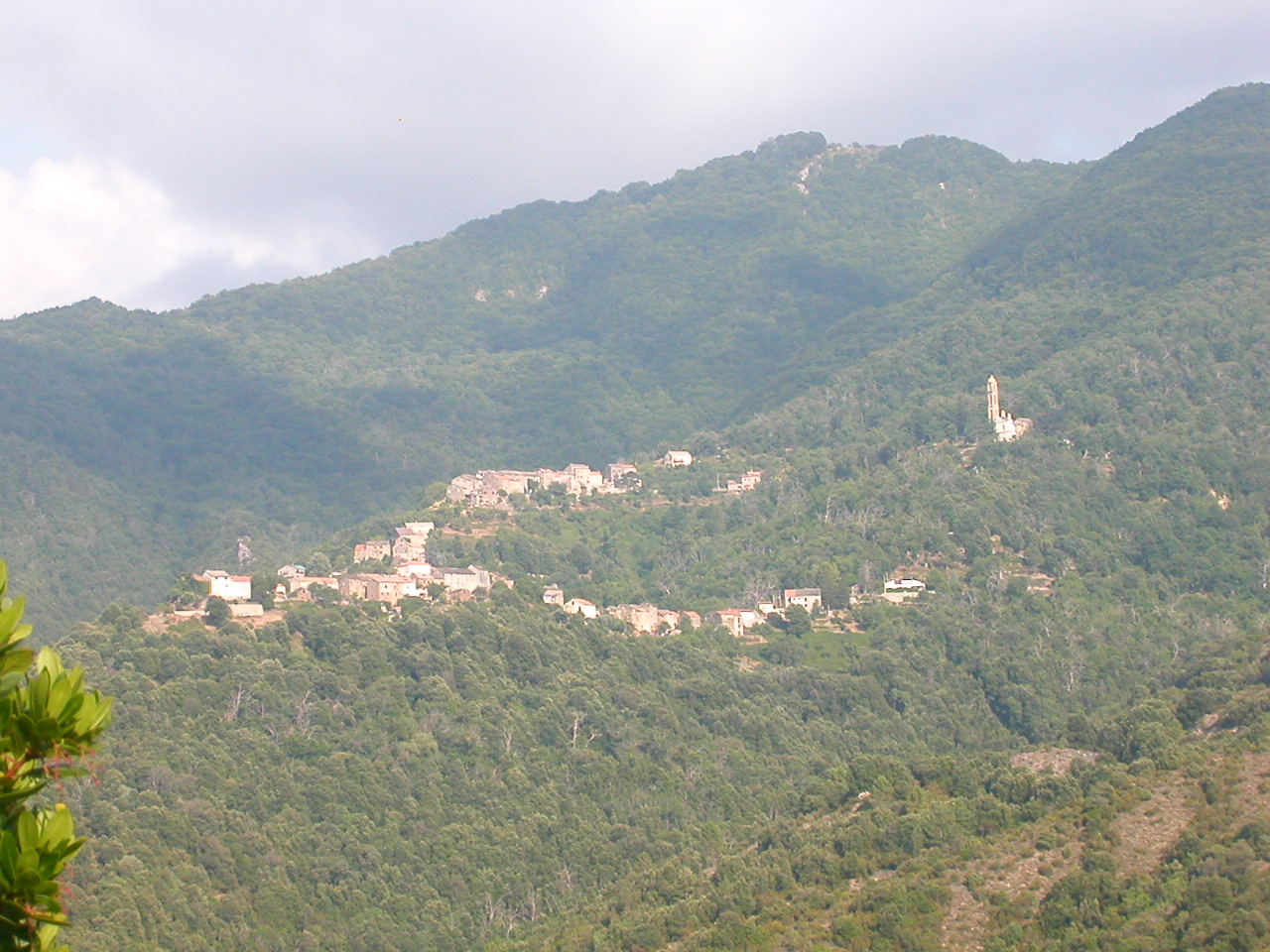
Rebbia et Piedicorte.

## Histoire
« [...] la piève de Bozio, qui confine à celles de Talcini, de Venaco, de Rogna, de la Serra, d'Orezza et de Vallerustie. Elle contient quatre cents feux répartis en onze villages ; le plus connu aujourd'hui est celui de la Rebbia, où habitent les principaux personnages de la piève. Les habitants de cette piève sont très bons agriculteurs ; le pays produit des céréales, du vin et des châtaignes ; il produit aussi de l'huile, mais en petite quantité. »

— Mgr Agostino Giustiniani in Description de la Corse, traduction de Lucien Auguste Letteron in Histoire de la Corse Tome I, p. 37
La piève du Bozio a vu naître les deux révolutions majeures de l'histoire de la Corse. En 1357, Sambucucciu d'Alandu prend la tête de la révolte anti-féodale visant initialement les seigneurs Cortinchi qui dominaient le Bozio, mais qui verra progressivement la destitution (du moins provisoire) de presque tous les seigneurs de Corse et la destruction de presque tous leurs châteaux.
En 1729 c'est le village de Bustanicu qui sera le berceau de la guerre qui débouchera sur la proclamation de l'indépendance de la Corse menée par Pasquale Paoli. Alors sous domination génoise, la Corse durement malmenée par la République italienne se voit obligée de verser un nouvel impôt, dit des dui seini. À Bustanicu les officiers génois chargés de la récolte de cet impôt se montrent impartiaux avec un vieillard du nom de Cardone Defranchi (écrit par erreur "Lanfranchi" dans divers livres d'histoire). Les villageois prennent alors sa défense et chassent les officiers génois, obligés de rebrousser chemin et de regagner Corte. Les cloches de l'église sonnent à la volée et la révolte gagne peu à peu les villages puis les pièves voisines. Oppressées et exaspérées par une administration génoise très dure, les populations des villages de l'intérieur entrent alors en guerre contre la présence génoise en Corse. Cet événement est reconnu comme l'élément déclencheur de la révolte de la Corse qui débouchera sur l'indépendance de l'île.

### La piève civile
Vers 1520, la piève comptait environ 2 000 habitants. Elle avait pour lieux habités : la Rebia, Arbitro, lo Pè de la Corte, la Casella, li Alzi, Arando, lo Pogio, Bostanico, Cormano, lo Castello, lo Favalello.
Plus d'autres villages aujourd'hui disparus dont on peut retrouver la trace dans les listes des Taglie au XVIe siècle.
Les habitants du Bozio sont les Buzinchi.

Au début du XVIIIe siècle, dans un rapport que lui avait demandé Gênes, l'abbé Accinelli écrivait : 

« Otto numerose Pieui con 14470.abitanti formano la Prouincia, e Giurisditione di Corte, compartite in colline, e montagne assai aspre. Le Pieui sono Tralcini, Uenaco, Castello, Bozio, Giouellina, Uallerustie, Niolo, e Rogna. [...] Bozio, che in distanza di sole 8.miglia da Corte, benche numerosa di Uilaggi conta solamente 1350.abitanti. Scarza di oglio, e di uino, abbonda di Castagne, i suoi principali luoghi sono : Faualello, Sermano, Castellaro, Allando, Rebbia, Massola, Alzi, Pièdi Corte, Bustanico, et Arbitro. »

— Francesco Maria Accinelli in L’histoire de la Corse vue par un Génois du XVIIIe siècle - Transcription d’un manuscrit de Gênes - ADECEC Cervioni et l’Association FRANCISCORSA Bastia 1974.
La population de la pieue de Bozio était de : Favalello 72. Sermano 149. Castirla 179. Allando 159. Rebbia 189. Casanova, e Castello 164. Alzi 82. Pie di Corte 168. Bustanico 199. Arbitro 89.
Le 15 mai 1768, par le traité de Versailles, Gênes charge la France d’administrer et de pacifier la Corse. Passant sous administration militaire française, la piève de Bozio devient en 1790 le canton de Bozio, puis en 1793 le canton de Mercurio avec l'ajout des communes de Santa-Lucia-di-Mercurio et Tralonca issues du canton de Talcini. Le chef-lieu du canton est fixé à Sermano. En 1828, le canton de Mercurio devient le canton de Sermano. En 1973, ce dernier est fusionné avec les cantons de Piedicorte-di-Gaggio et de San-Lorenzo pour former le canton de Bustanico, dont Sermano demeure le chef-lieu.

## La piève religieuse
Bozio relevait du diocèse d'Aléria, qui rapportait 2 000 scudi d'oro et contenait 19 pièves : Giovellina, Campoloro, Verde, Opino, Serra, Bozio, Allessani, Orezza, Vallerustie, Tralcini, Venaco, Rogna, Corsa, Covasina, Castello ò sia Vivario, Niolio, Carbini, et Aregno in la Balagna. « L’Ughelli però dice (Ital.Sacr.Tom.III) contenere la sua Diocesi 60.Parochie con 14. conventi di Frati, e fruttare alla Camera di Roma 300.Fiorini, et avere di redito 4000.scudi Romani. ».
L'église piévane, ou « piève » du Bozio se trouvait sur la commune de Sermano, à 15 minutes de marche du village. Les lieux-dits U Collu di a Pieve et San Ghjuvanni en attestent. Elle était dédiée à San Ghjuvanni Battista. Aujourd'hui il ne reste plus grand-chose de visible de cette église. Seules subsistent quelques pierres.
Geneviève Moracchini-Mazel date ces vestiges du IXe et Xe siècles. Elle rapporte une tradition orale selon laquelle une deuxième église dédiée à San Quilicu jouxtait celle de San Ghjuvanni. Une autre tradition orale rapporte que les pierres de ces monuments ont servi pour construire l'église paroissiale de Sermano, dédiée à l'Annunziata et située dans le village. Parmi ces matériaux, un linteau qui surmonte la porte latérale nord représente des cerfs s’abreuvant dans un calice, vieux thème remontant aux âges paléochrétiens, pourrait provenir de l'ancienne église piévane de San Ghjuvanni Battista, d'après Genevière Moracchini-Mazel.

### Organisation paroissiale
Le découpage paroissial est resté stable du XVIe siècle jusqu'à la fin du XVIIIe siècle avec une division en 5 paroisses :
- Sant'Andrea à Piedicorte ;
- San Cesario à Bustanico ;
- Santa Maria Annunziata à Sermano ;
- Santa Maria Assunta à Alando ;
- San Pietro à Castellare.

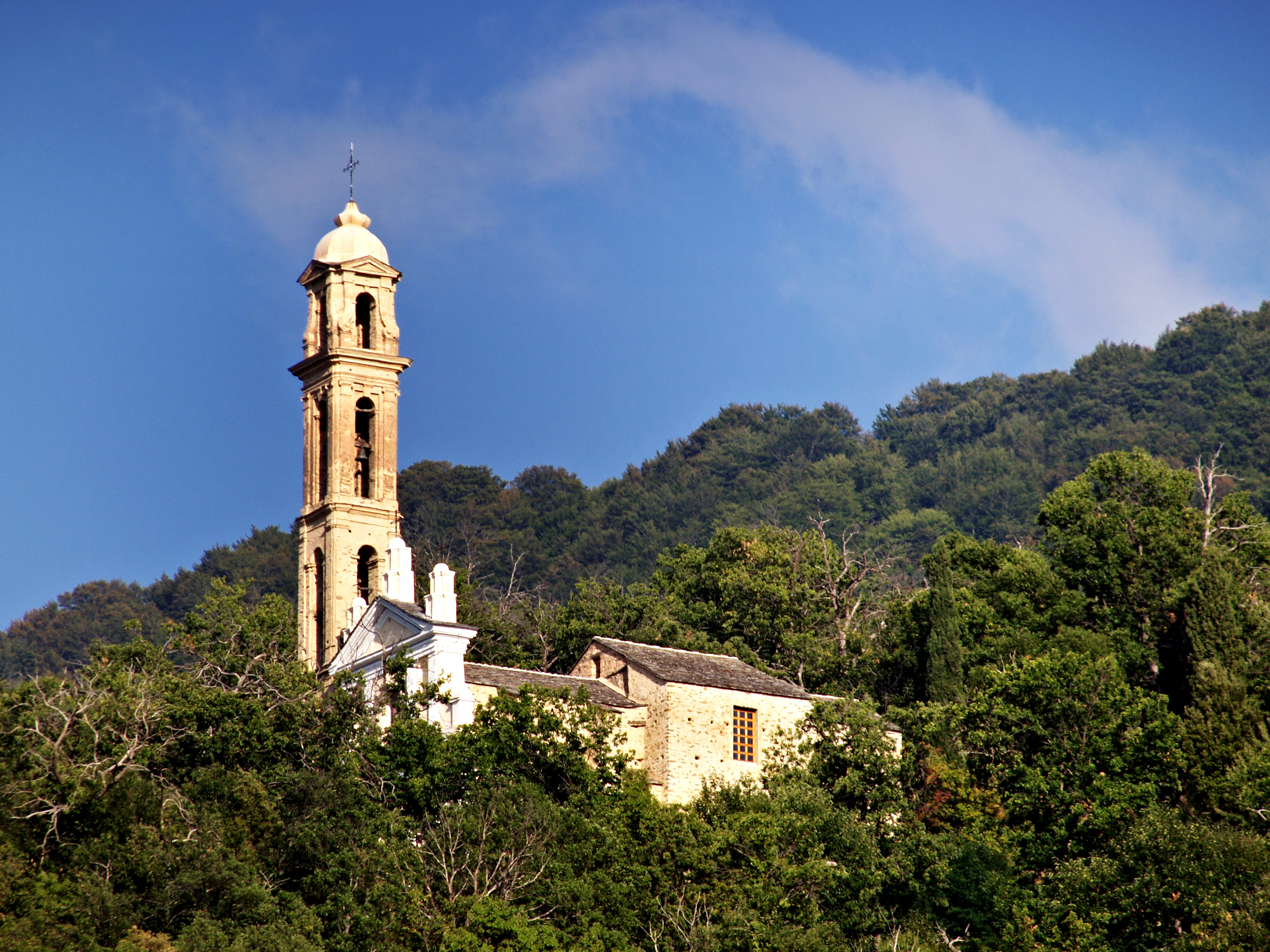
Église Saint-André à Piedicorte-di-Bozio.
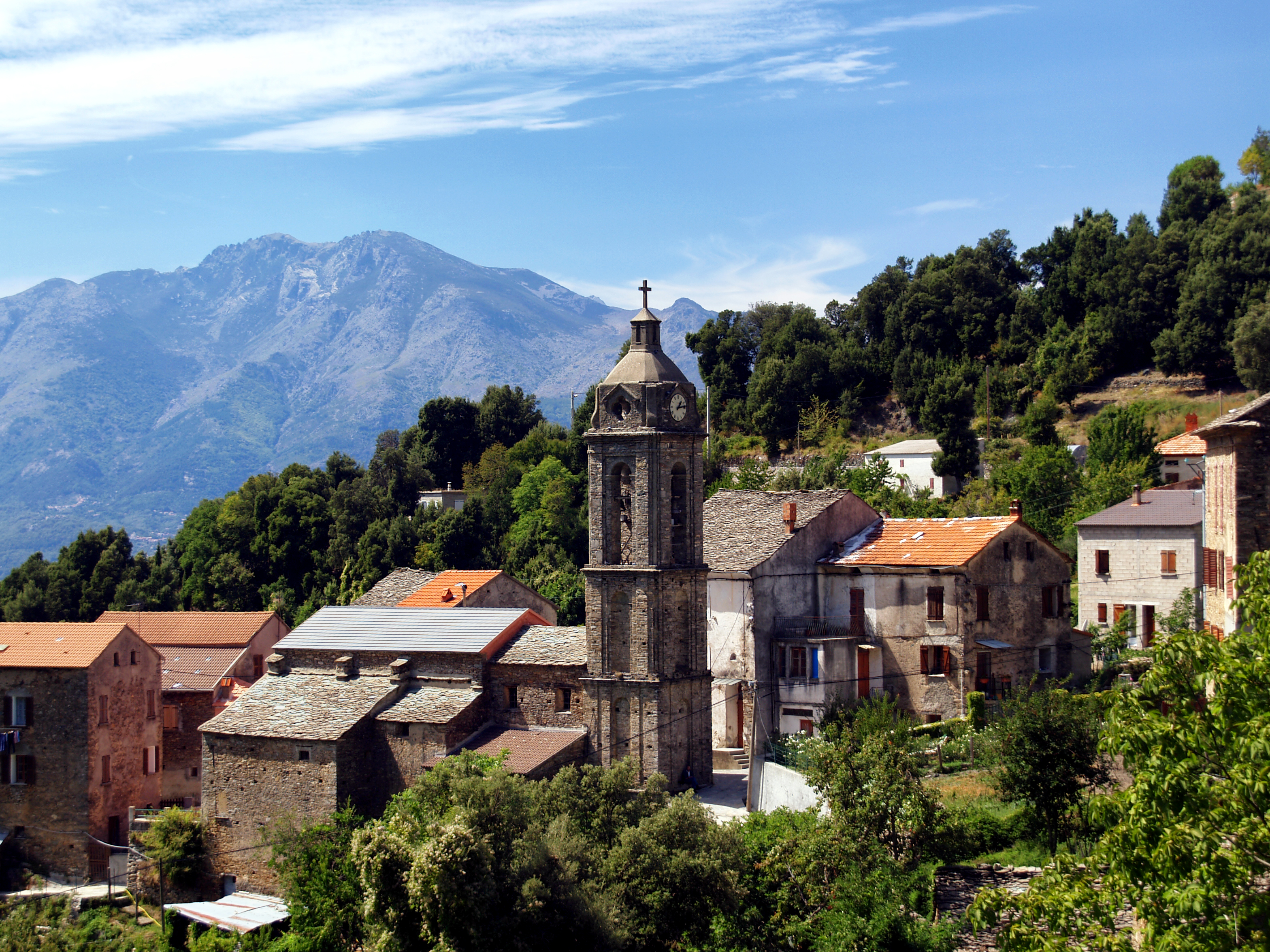
Église Saint-Césaire à Bustanico.
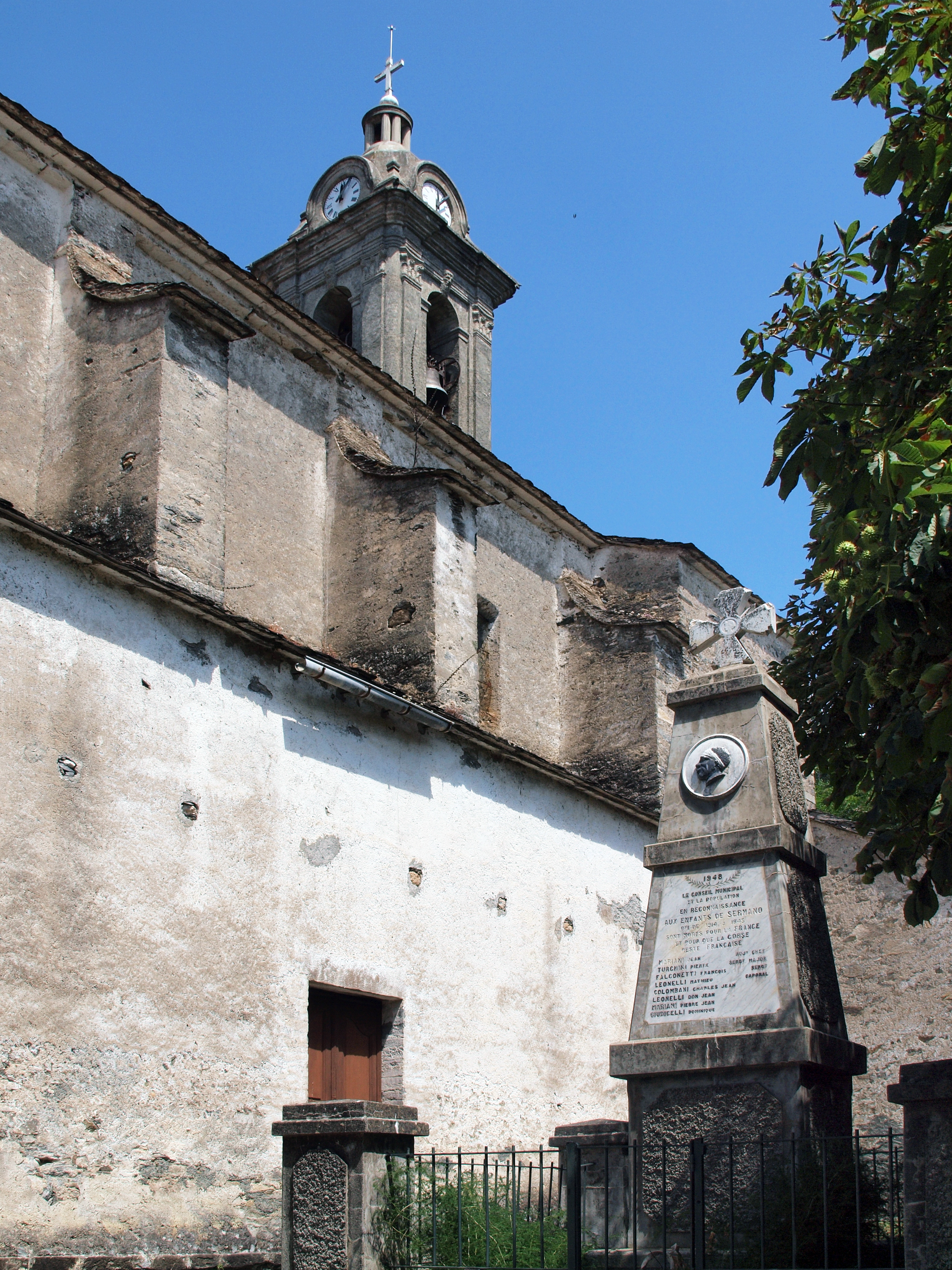
Église de l'Annonciation à Sermano.
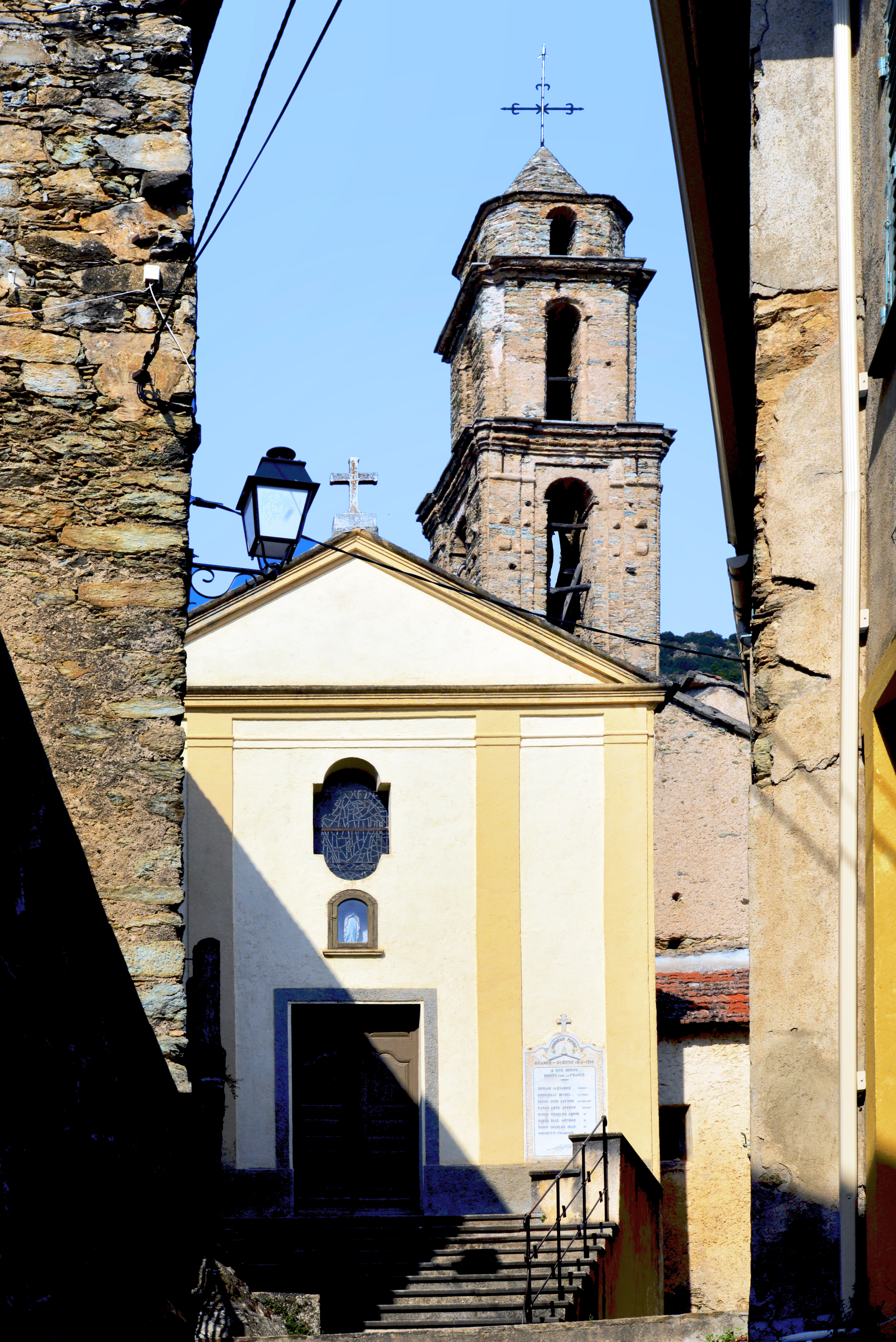
Église Saint-Pierre à Castellare-di-Mercurio.

Lors de la réorganisation ecclésiastique consécutive à l'instauration du régime concordataire de 1801, la cure cantonale fut transférée de Sermano à l'église Saint-André de Piedicorte-di-Bozio. À la suite de la suppression du diocèse d'Aléria, les paroisses de Bozio furent rattachées au diocèse d'Ajaccio, tout comme l'ensemble des paroisses de la Corse.
Le début du XIXe siècle vit également l'érection d'une nouvelle paroisse à Mazzola par démembrement de la paroisse de Piedicorte-di-Bozio. Alzi et Favalello sont demeurés unis à la paroisse d'Alando tandis qu'Arbitro et Rebbia ont toujours fait paroisse commune avec Piedicorte-di-Bozio.

## Patrimoine
Petite microrégion du centre montagneux de la Corse, le Bozio est durement frappé par la désertification de l'intérieur de l'île. Le Bozio a la particularité d'avoir maintenu de manière particulièrement vivace la tradition du chant polyphonique : paghjella, terzettu et messe chantée. C'est également une terre de tradition de violoneux. Un festival de musiques traditionnelles à danser s'est ainsi tenu pendant quelques années dans le village de Sermanu en hommage à ces violoneux aujourd'hui disparus.
Le Bozio possède également un riche patrimoine bâti et de nombreux édifices religieux. Voici quelques-uns des plus remarquables :
- Église Saint-André-de-Bozio dite « Cathédrale du Bozio », à Sant'Andréa-di-Bozio[4] ;
- Couvent Saint-François-de-Bozio à Alando[5] ;
- Église romane de Santa Maria Assunta de Favalello, avec des fresques du XVe siècle[6] ;
- Chapelle romane de San Nicolao à Sermano, avec des fresques du XVe siècle[7] ;
- Chapelle Sant' Alesio « à cheval » sur les hauteurs de Sermano et de Castellare-di-Mercurio, au pied du Monte Piano Maggiore ;
- Maisons traditionnelles remarquablement conservées à Bustanico.